# Opération méduse (livre-jeu)
Opération méduse  est un livre-jeu écrit par Fabrice Cayla et Jean-Pierre Pecau en 1988, et édité par Le Livre de poche dans la collection Histoires à jouer : Missions spéciales, dont c'est le deuxième tome.